# Partido de Alberti
Partido de Alberti är en kommun i Argentina.   Den ligger i provinsen Buenos Aires, i den centrala delen av landet, 180 km väster om huvudstaden Buenos Aires. Antalet invånare är 10 322.
Trakten runt Partido de Alberti består till största delen av jordbruksmark. Runt Partido de Alberti är det glesbefolkat, med 9 invånare per kvadratkilometer.